# Lijst van voetbalinterlands Laos - Maleisië
Deze lijst van voetbalinterlands is een overzicht van alle officiële voetbalwedstrijden tussen de nationale teams van Laos en Maleisië. De landen hebben tot op heden twintig keer tegen elkaar gespeeld. De eerste ontmoeting, een vriendschappelijke wedstrijd, werd gespeeld in Bangkok (Thailand) op 24 november 1968. Het laatste duel, eveneens een vriendschappelijke wedstrijd, vond plaats op 14 november 2024 in Bangkok (Thailand).

## Wedstrijden
| №  | Plaats       | Datum            | Competitie                      | Wedstrijd       | Uitslag |
| -- | ------------ | ---------------- | ------------------------------- | --------------- | ------- |
| 1  | Bangkok      | 24 november 1968 | Vriendschappelijk               | Laos − Maleisië | 0 − 5   |
| 2  | Bangkok      | 23 november 1969 | Vriendschappelijk               | Laos − Maleisië | 1 − 1   |
| 3  | Rangoon      | 6 december 1969  | Zuidoost-Aziatische Spelen 1969 | Maleisië − Laos | 2 − 1   |
| 4  | Shah Alam    | 12 december 1971 | Zuidoost-Aziatische Spelen 1971 | Maleisië − Laos | 5 − 0   |
| 5  | Jakarta      | 9 juni 1972      | Vriendschappelijk               | Maleisië − Laos | 2 − 0   |
| 6  | Saigon       | 2 november 1974  | Vriendschappelijk               | Maleisië − Laos | 0 − 0   |
| 7  | Bangkok      | 14 december 1974 | Vriendschappelijk               | Maleisië − Laos | 2 − 2   |
| 8  | Singapore    | 11 juni 1993     | Zuidoost-Aziatische Spelen 1993 | Maleisië − Laos | 9 − 0   |
| 9  | Jakarta      | 14 oktober 1997  | Zuidoost-Aziatische Spelen 1997 | Maleisië − Laos | 0 − 1   |
| 10 | Hanoi        | 28 augustus 1998 | Zuidoost-Azië Cup 1998          | Maleisië − Laos | 0 − 0   |
| 11 | Songkhla     | 7 november 2000  | Zuidoost-Azië Cup 2000          | Laos − Maleisië | 0 − 5   |
| 12 | Singapore    | 22 december 2002 | Zuidoost-Azië Cup 2002          | Maleisië − Laos | 1 − 1   |
| 13 | Phuket       | 6 december 2008  | Zuidoost-Azië Cup 2008          | Maleisië − Laos | 3 − 0   |
| 14 | Palembang    | 7 december 2010  | Zuidoost-Azië Cup 2010          | Maleisië − Laos | 5 − 1   |
| 15 | Kuala Lumpur | 28 november 2012 | Zuidoost-Azië Cup 2012          | Laos − Maleisië | 1 − 4   |
| 16 | Bangkok      | 8 oktober 2015   | Vriendschappelijk               | Maleisië − Laos | 3 − 1   |
| 17 | Kuala Lumpur | 12 november 2018 | Zuidoost-Azië Cup 2018          | Maleisië − Laos | 3 − 1   |
| 18 | Singapore    | 9 december 2021  | Zuidoost-Azië Cup 2020          | Maleisië − Laos | 4 − 0   |
| 19 | Kuala Lumpur | 24 december 2022 | Zuidoost-Azië Cup 2022          | Maleisië − Laos | 5 − 0   |
| 20 | Bangkok      | 14 november 2024 | Vriendschappelijk               | Laos − Maleisië | 1 − 3   |

## Samenvatting
| Competitie                 | Totaal gespeeld | Winst Laos | Gelijk | Winst Maleisië | Doelsaldo Laos – Maleisië |
| -------------------------- | --------------- | ---------- | ------ | -------------- | ------------------------- |
| Zuidoost-Azië Cup          | 9               | 0          | 2      | 7              | 4 − 30                    |
| Zuidoost-Aziatische Spelen | 4               | 1          | 0      | 3              | 2 − 16                    |
| Vriendschappelijk          | 7               | 0          | 3      | 4              | 5 − 16                    |
| Totaal                     | 20              | 1          | 5      | 14             | 11 − 62                   |

LFF · 
A-internationals · 
Laotiaans vrouwenelftal
1960 – 1969 · 
1970 – 1979 · 
1980 – 1989 · 
1990 – 1999 · 
2000 – 2009 · 
2010 – 2019 ·
2020 − 2029
Afghanistan ·
Bangladesh ·
Bhutan ·
Brunei ·
Cambodja ·
China ·
Filipijnen ·
Guam ·
Hongkong ·
India ·
Indonesië ·
Iran ·
Jordanië ·
Kazachstan ·
Koeweit ·
Lesotho ·
Libanon ·
Macau ·
Malediven ·
Maleisië ·
Mongolië ·
Myanmar ·
Nepal ·
Oman ·
Oost-Timor ·
Qatar ·
Saoedi-Arabië ·
Singapore ·
Sri Lanka ·
Syrië ·
Taiwan ·
Thailand ·
Turkmenistan ·
Verenigde Arabische Emiraten ·
Vietnam ·
Zuid-Korea ·
Zuid-Vietnam
FAM · 
A-internationals · 
Maleisisch vrouwenelftal
Afghanistan ·
Algerije ·
Australië ·
Bahrein ·
Bangladesh ·
Bhutan ·
Bosnië en Herzegovina ·
Brazilië ·
Brunei ·
Cambodja ·
Canada ·
China ·
Engeland ·
Fiji ·
Filipijnen ·
Finland ·
Ghana ·
Hongkong ·
India ·
Indonesië ·
Irak ·
Iran ·
Israël ·
Jamaica ·
Japan ·
Jemen ·
Jordanië ·
Kenia ·
Kirgizië ·
Koeweit ·
Laos ·
Lesotho ·
Libanon ·
Liberia ·
Libië ·
Liechtenstein ·
Macau ·
Malediven ·
Marokko ·
Mongolië ·
Myanmar ·
Nepal ·
Nieuw-Zeeland ·
Noord-Korea ·
Oezbekistan ·
Oman ·
Oost-Timor ·
Pakistan ·
Palestina ·
Papoea-Nieuw-Guinea ·
Qatar ·
Saoedi-Arabië ·
Salomonseilanden ·
Senegal ·
Singapore ·
Sri Lanka ·
Syrië ·
Tadzjikistan ·
Taiwan ·
Thailand ·
Turkije ·
Turkmenistan ·
Uruguay ·
Verenigde Arabische Emiraten ·
Vietnam ·
Zuid-Korea ·
Zuid-Vietnam ·
Zweden